# Distoleon ornatus
Distoleon ornatus là một loài côn trùng trong họ Myrmeleontidae thuộc bộ Neuroptera. Loài này được Needham miêu tả năm 1913.